# Etiopia ai Giochi della XVII Olimpiade
L'Etiopia partecipò ai Giochi della XVII Olimpiade che si sono svolti a Roma dal 25 agosto all'11 settembre 1960, con una delegazione di 10 atleti impegnati in due discipline: atletica leggera e ciclismo.
Alla sua seconda partecipazione ai Giochi olimpici, l'Etiopia conquistò una medaglia d'oro grazie al maratoneta Abebe Bikila, che con il suo successo divenne un'icona di questa edizione dei Giochi.

## Medaglie
| Medaglia | Nome         | Sport            | Evento   |
| -------- | ------------ | ---------------- | -------- |
| Oro      | Abebe Bikila | Atletica leggera | Maratona |